# اسپرانتو شناسی

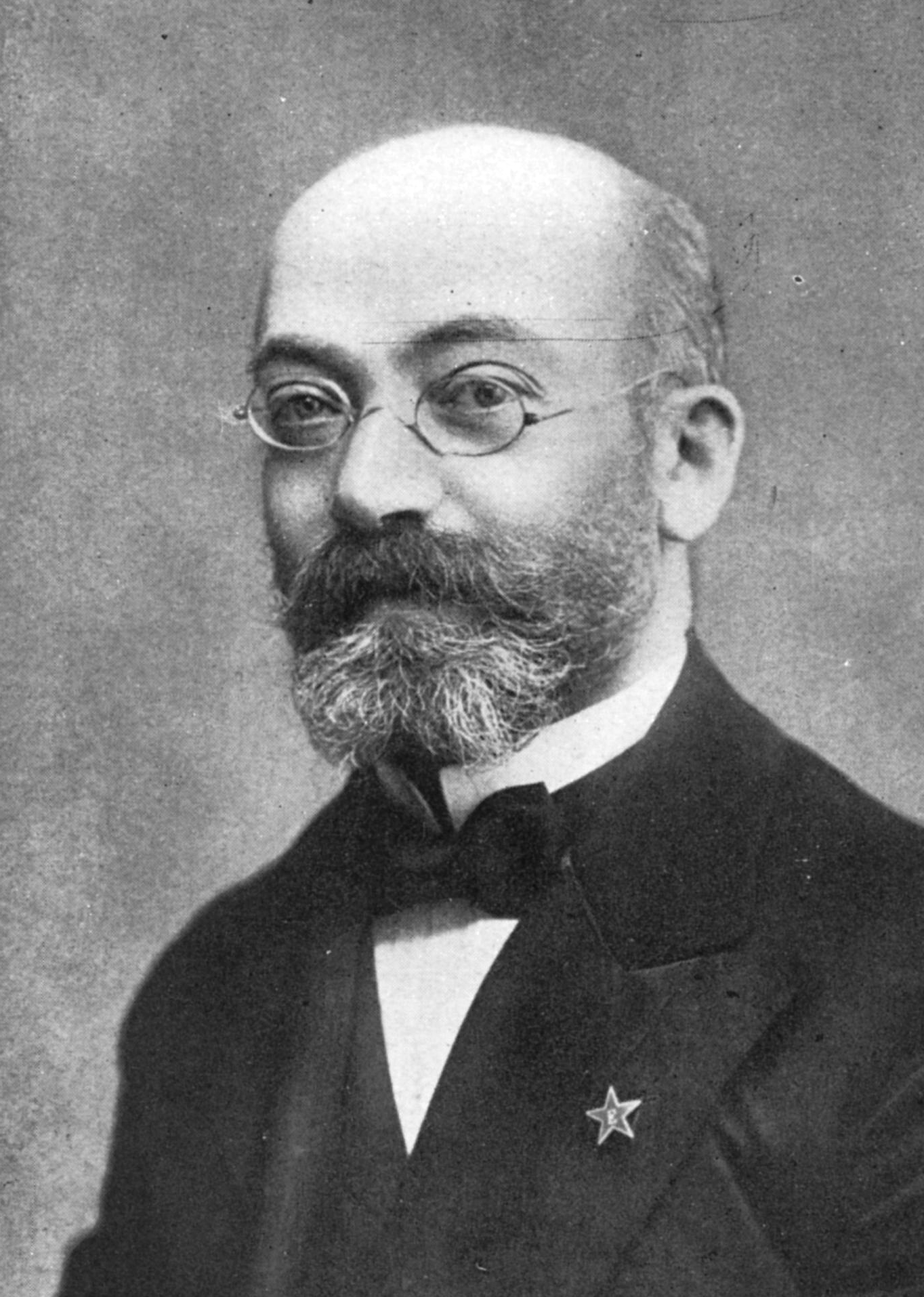
لودویک لازاروس زامنهوف و آفرینندۂ زبان بین المللی اسپرانتو

اسپرانتوشناسی (به انگلیسی: Esperantology) یا مطالعات اسپرانتو (به انگلیسی: Esperanto Studies)، شاخه‌ای از زبانشناسی است که با محوریت مطالعه بر اصول زبان‌شناختیِ زبان اسپرانتو، به بررسی نحوهٔ واژه‌سازی و مطالعات مترتّب بر آن در این زبان می‌پردازد. ریشه‌های واژگان در زبان اسپرانتو برمبنای اصول چهارگانهٔ وام‌گیری از سایر زبان‌ها، رعایت عناصر زبانیِ غالبِ زبان‌ها، به‌کارگیری حداقلیِ ریشهٔ واژه‌ها و دلنشین‌بودن استخراج شده و در دستگاه واژه‌سازی اسپرانتو مورد بهره‌برداری واقع می‌شوند.